# Triacantòdids
Els triacantòdids (Triacanthodidae) són una família de peixos teleostis de l'ordre dels tetraodontiformes, propis de mars tropicals i subtropicals.

## Distribució geogràfica
Es troba a les regions tropicals i subtropicals de l'oest de l'Atlàntic, l'Índic i el Pacífic.

## Gèneres i espècies
- Atrophacanthus (Fraser-Brunner, 1950)[2]
  - Atrophacanthus japonicus (Kamohara, 1941)
- Bathyphylax (Myers, 1934)[3]
  - Bathyphylax bombifrons (Myers, 1934)
  - Bathyphylax omen (Tyler, 1966)
  - Bathyphylax pruvosti (Santini, 2006)
- Halimochirurgus (Alcock, 1899)[4]
  - Halimochirurgus alcocki (Weber, 1913)
  - Halimochirurgus centriscoides (Alcock, 1899)
- Hollardia (Poey, 1861)[5]
  - Hollardia goslinei (Tyler, 1968)
  - Hollardia hollardi (Poey, 1861)
  - Hollardia meadi (Tyler, 1966)
- Johnsonina (Myers, 1934)[3]
  - Johnsonina eriomma (Myers, 1934)
- Macrorhamphosodes (Fowler, 1934)[6]
  - Macrorhamphosodes platycheilus (Fowler, 1934)
  - Macrorhamphosodes uradoi (Kamohara, 1933)
- Mephisto (Tyler, 1966)[7]
  - Mephisto fraserbrunneri (Tyler, 1966)
- Parahollardia (Fraser-Brunner, 1941)[8]
  - Parahollardia lineata (Longley, 1935)
  - Parahollardia schmidti (Woods, 1959)
- Paratriacanthodes (Fowler, 1934)[9]
  - Paratriacanthodes abei (Tyler, 1997)
  - Paratriacanthodes herrei (Myers, 1934)
  - Paratriacanthodes retrospinis (Fowler, 1934)
- Triacanthodes (Bleeker, 1858)[10]
  - Triacanthodes anomalus (Temminck & Schlegel, 1850)
  - Triacanthodes ethiops (Alcock, 1894)
  - Triacanthodes indicus (Matsuura, 1982)
  - Triacanthodes intermedius (Matsuura & Fourmanoir, 1984)
- Tydemania (Weber, 1913)[11]
  - Tydemania navigatoris (Weber, 1913)[12][13][14][15][16]